# Marc Crosas
Marc Crosas Luque (ur. 9 stycznia 1988 w Sant Feliu de Guíxols) – hiszpański piłkarz z obywatelstwem meksykańskim występujący najczęściej na pozycji środkowego pomocnika, obecnie zawodnik CD Tenerife. Jest kuzynem Alberta Jorquery, także piłkarza.

## Kariera klubowa
Crosas jest wychowankiem zespołu FC Barcelona. Pomimo młodego wieku i przynależności do rezerw rozegrał cztery mecze w barwach pierwszej drużyny w latach 2006–2008. Jego debiut miał miejsce w meczu z Badaloną w Copa del Rey, 8 listopada 2006 roku – młody Hiszpan w 76. minucie meczu zmienił Andrésa Iniestę. Jego krótki występ uznano za udany, co dało mu możliwość zaprezentowania swoich umiejętności w kolejnych spotkaniach Pucharu Króla oraz miejsce w kadrze na Klubowe Mistrzostwa Świata. 12 grudnia 2007 rozegrał ostatnie 20 minut meczu ze Stuttgartem w rozgrywkach Ligi Mistrzów, gdzie Barcelona ostatecznie odpadła po dwumeczu półfinałowym.
W styczniu 2008 roku został wypożyczony do końca sezonu do zespołu mistrza Francji – Olympique Lyon, gdzie rozegrał osiem meczów ligowych i pomógł Lyonowi w wygraniu Ligue 1 i pucharu kraju. Po powrocie z wypożyczenia za sumę 540 tysięcy euro przeszedł do szkockiego Celticu na zasadzie definitywnego transferu z możliwością odkupienia go w ciągu dwóch sezonów. W Scottish Premier League Crosas zadebiutował 23 sierpnia 2008 w wygranym 3:0 meczu z Falkirk, natomiast pierwszą bramkę w profesjonalnej karierze strzelił 28 lutego 2009 w wygranej 7:0 konfrontacji ligowej z St. Mirren. Podczas pobytu w Celticu dwa razy z rzędu zostawał wicemistrzem kraju, natomiast w sezonie 2008/2009 zdobył Puchar Ligi Szkockiej.
Wiosną 2011 Crosas został kupiony przez beniaminka rosyjskiej Priemjer-Ligi – Wołgę Niżny Nowogród – za sumę 350 tysięcy euro. Tam spędził dwie pierwsze rundy trwającego wyjątkowo półtora roku sezonu 2011/2012, notując pięć asyst w 26 meczach. Nie potrafiąc się przystosować do życia w Rosji, już po roku w roli podstawowego gracza Wołgi zdecydował się przenieść do wicemistrza Meksyku – ekipy Club Santos Laguna z siedzibą w mieście Torreón. W swoich premierowych rozgrywkach – Clausura 2012 – wywalczył ze swoim klubem mistrzostwo kraju.
| Sezon     | Klub                       | Kraj      | Rozgrywki               | Mecze | Bramki |
| --------- | -------------------------- | --------- | ----------------------- | ----- | ------ |
| 2006/2007 | FC Barcelona               | Hiszpania | Primera División        | 0     | 0      |
| 2007/2008 | FC Barcelona               | Hiszpania | Primera División        | 0     | 0      |
| 2007/2008 | Olympique Lyon             | Francja   | Ligue 1                 | 8     | 0      |
| 2008/2009 | Celtic F.C.                | Szkocja   | Scottish Premier League | 18    | 1      |
| 2009/2010 | Celtic F.C.                | Szkocja   | Scottish Premier League | 17    | 0      |
| 2010/2011 | Celtic F.C.                | Szkocja   | Scottish Premier League | 1     | 0      |
| 2011/2012 | Wołga Niżny Nowogród       | Rosja     | Priemjer-Liga           | 26    | 0      |
| 2011/2012 | Santos Laguna              | Meksyk    | Liga MX                 | 15    | 0      |
| 2012/2013 | Santos Laguna              | Meksyk    | Liga MX                 | 36    | 0      |
| 2013/2014 | Santos Laguna              | Meksyk    | Liga MX                 | 19    | 0      |
| 2014/2015 | Universidad de Guadalajara | Meksyk    | Liga MX                 | 34    | 1      |
| 2015/2016 | Cruz Azul                  | Meksyk    | Liga MX                 |       |        |